# Gumersindo Sayago
Manuel Gumersindo Sayago (Santiago del Estero, 10 de diciembre de 1893-Córdoba, 21 de enero de 1959) fue un médico argentino que se destacó por haber sido uno de los estudiantes que iniciaron el movimiento de Reforma Universitaria de 1918 en Córdoba y por su trabajo en el campo de la tisiología y el tratamiento de la tuberculosis, que le brindó reconocimiento mundial. En memoria suya, llevan su nombre hospitales de Santiago del Estero, Villa Carlos Paz y la ciudad de Santa Fe.

## Biografía
Gumersindo Sayago nació en Santiago del Estero el 10 de diciembre de 1893. Su padre fue Gumersindo Sayago, diputado provincial del Partido Autonomista Nacional y profesor del Colegio Nacional de Santiago del Estero, y su madre fue Rosario Gallardo, maestra de escuela. A los 18 años se trasladó a Buenos Aires para estudiar medicina en la Universidad de Buenos Aires, trabajando como empleado en la farmacia del Hospital Fernández, pero enfermó de tuberculosis, hecho que definiría sus preocupaciones como dirigente estudiantil y médico en el futuro. A causa de su enfermedad debió mudarse a las sierras de Córdoba, estableciéndose en La Estancita, cerca de Río Ceballos. Una vez mejorado, al promediar la década de 1910, ingresó a la Facultad de Medicina de la Universidad Nacional de Córdoba (UNC).
Siendo estudiante de medicina en la UNC protagonizó los acontecimientos que conformaron la Reforma Universitaria de 1918, un movimiento estudiantil que se rebeló contra la estructura tradicional y obsoleta de la universidad, para exigir una reforma que democratizara la universidad, mediante principios como la autonomía universitaria, la participación de los estudiantes en el gobierno universitario (cogobierno), designación de las cátedras por concursos de oposición periódicos, libertad académica, cátedra libre, extensión universitaria, compromiso social de la universidad y unidad latinoamericana.
En marzo de 1918, Sayago fue uno de los catorce fundadores del Comité Pro Reforma -antecedente inmediato de la Federación Universitaria de Córdoba (FUC)- y uno de los firmantes de la declaración de huelga general estudiantil declarada por el Comité, que inició el llamado "Grito de Córdoba".
Fue delegado por la FUC al Primer Congreso Nacional de Estudiantes Universitarios que se reunió en Córdoba en 1918 y definió por primera vez los principios reformistas. En esa ocasión propuso una moción que fue aprobada, para que se creara una Casa del Estudiante tuberculoso.

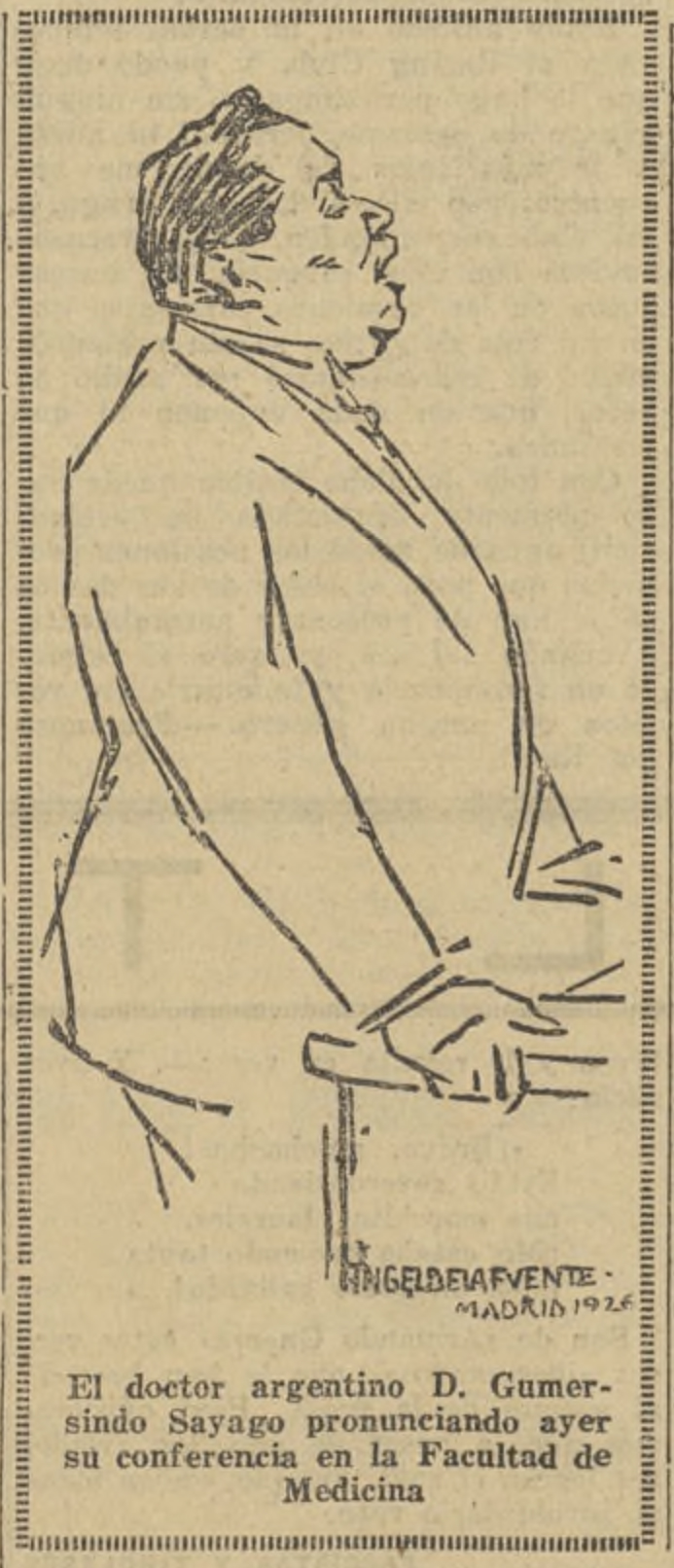
Sayago retratado en 1926 durante una conferencia en Madrid

Se recibió de doctor en medicina el 16 de abril de 1919 y al año siguiente recibió el Premio José M. Álvarez al mejor trabajo de higiene por su libro La tuberculosis en la provincia de Córdoba. Ingresó como interno al Hospital de Clínicas de la UNC, donde junto con el Dr. Juan Martín Allende realizó la primera cirugía de pulmón de la Argentina. Entre 1919 y 1921 trabajó como médico en el Dispensario de Tuberculosis “Tránsito Cáceres de Allende”, del cual fue su primer médico interno. Ingresó como adscripto a la Cátedra de Clínica Epidemiológica de la UNC. En 1921 el Dispensario fue transformado en Hospital Tránsito Cáceres de Allende. En 1922 creó la Sociedad de Tisiología. El 13 de septiembre de 1933 la Universidad Nacional de Córdoba creó el Instituto de Tisiología con asiento en el hospital Tránsito Cáceres de Allende, bajo la dirección de Sayago y en 1938 creó la primera cátedra argentina de Tisiología que él inauguró el 19 de abril de 1938, junto a la Revista de Tisiología. Sus métodos de investigación y enseñanza en el campo de la tisiología dieron origen a lo que se conoció como "la Escuela Sayago", siendo considerado como uno de los especialistas en la materia más importantes del mundo.
Sayago estuvo a cargo de la Cátedra y el Instituto de Tisiología hasta el día de su muerte el 21 de enero de 1959.

## Obra
- La tuberculosis en la provincia de Córdoba, 1920